# Anne Moffat
Anne Moffat, während ihrer Ehe Anne Picking, (* 30. März 1958) ist eine schottische Politikerin der Labour Party.

## Leben
Moffat besuchte die Woodmill High School. Sie war als Krankenschwester im Lynebank Hospital tätig und ist Mitglied der Gewerkschaft UNISON. Zwei Jahre nach ihrer Scheidung nahm sie wieder ihren Mädchennamen Moffat an. Aus der Ehe gingen zwei Kinder hervor. 2009 heiratete Moffat ein zweites Mal.

## Politischer Werdegang
Als Abgesandte der Gewerkschaft saß Moffat zwischen 1994 und 1998 im National Executive Committee der Labour Party, welcher sie auch angehörte. Nachdem John Home Robertson, der seit dessen Einführung 1983 den Wahlkreis East Lothian im britischen Unterhaus vertreten hatte, zu den Unterhauswahlen 2001 nicht mehr antrat, stellte die Labour Party Picking als Nachfolgerin auf. Trotz Stimmverlusten im Vergleich zu Robertsons letztem Ergebnis konnte sie sich deutlich gegen ihre fünf Kontrahenten durchsetzen und zog in der Folge erstmals in das House of Commons ein. Bei den folgenden Unterhauswahlen 2005 verlor sie 5,7 % ihrer Stimmen, erhielt jedoch mit 41,5 % trotzdem den höchsten Stimmenanteil. Wenige Wochen nach den Wahlen nahm Picking wieder ihren Mädchennamen an. Sie wählte den Zeitpunkt so, dass sich die Bürger vor den Wahlen nicht an einen neuen Namen gewöhnen mussten.
Zunächst sollte Moffat bei den Unterhauswahlen 2010 ihr Mandat verteidigen. Infolge mehrere Kontroversen um ihre Person, entschied die Labour Party jedoch wenige Wochen vor den Wahlen, Moffat nicht mehr anzusetzen. Stattdessen wurde Fiona O’Donnell nominiert, welche das Mandat hielt. Moffat schied zum Ende der Wahlperiode aus dem britischen Unterhaus aus.

## Kontroversen
Im zwölfmonatigen Abrechnungszeitraum 2003/2004 machte Picking Reisekosten in Höhe von 39.744 £ geltend. Dies war der Höchstwert aller Parlamentsabgeordneten. Michael Collie, Politiker der Scottish Green Party, verlangte die Offenlegung der einzelnen Posten. Dies wurde bis 2007 verweigert, bis die Veröffentlichung schließlich doch angeordnet wurde. Es wurde bekannt, dass neben Flügen nach Lissabon und Malta auch ungewöhnlich hohe Kosten für den Bahntransfer ab dem Flughafen London Heathrow, welche die höchsten Einzelpreise für Fahrkarten deutlich überstiegen, angesetzt wurden. Ebenso entstanden ungewöhnlich hohe Kosten für Flüge zwischen London und Edinburgh. Nach der Veröffentlichung sanken Moffats Reisekosten im Abrechnungszeitraum 2006/2007 auf rund 12.000 £.
Nach den Parlamentswahlen 2007 zum schottischen Parlament zog Moffat einen Vergleich zwischen dem Parteichef der SNP und Ersten Minister Alex Salmond und Adolf Hitler. Nachdem sie für ihre Äußerung scharf kritisiert wurde, erläuterte Moffat, dass ihre Aussage lediglich auf Parallelen im Wahlsystem abzielte und nicht auf Personen. Aus diesem Grund sei auch keine Entschuldigung vonnöten.
Nachdem 2007 Bestrebungen zur Denominierung Moffats an der Ablehnung der Gewerkschaften scheiterten, zog sie in den folgenden Jahren weiteren innerparteilichen Unmut auf sich. Ihr wurde vorgeworfen ihren Pflichten nicht umfänglich nachzukommen, indem sie nicht an Parteiveranstaltung teilnahm, ihre Wähler vernachlässige und die geringste Anzahl an Wortbeiträgen aller Abgeordneten leiste. Aus diesen Gründen entzog die Partei ihr schließlich 2010 das Vertrauen und nominierte sie nicht mehr zu den anstehenden Wahlen.
Obschon Moffat nach neunjähriger Abgeordnetentätigkeit noch nicht pensionsberechtigt war, erklärte sie Tage nach ihrer Denominierung, dass sie aus gesundheitlichen Gründen nicht zu den folgenden Wahlen antreten könne. Da in diesem Fall der Berechnung eine Abgeordnetentätigkeit bis in das Alter von 65 Jahren zugrunde gelegt wird, eröffnete ihr dies Pensionsansprüche.